# Oriturus superciliosus
El gorrión cachetioscuro serrano o chingolo rayado (Oriturus superciliosus) es una especie de aves paseriforme de la familia Passerellidae. Es endémico de México y pertenece al género monotípico Oriturus.

## Características
Es un paseriforme relativamente grande, pues en la edad adulta mide en promedio 17 cm de longitud. No hay dimorfismo sexual. Los individuos adultos son de espalda, cola y alas pardas con rayas oscuras. El pecho es gris y la parte baja del abdomen amarillenta. Los caracteres de la cabeza son diagnósticos: pico negro relativamente grande, garganta blanca y un parche negro en mejillas y lores; una amplia raya supraocular (supercilio) blanca que se extiende desde la frente hasta los costados de la nuca, y arriba de ésta una corona rojiza. Los inmaduros son similares, pero con rayas en el pecho color blancuzco.

## Distribución geográfica yhábitat
Es una especie exclusiva de tierras altas, que se distribuye a lo largo de la Altiplanicie Mexicana, el Eje Neovolcánico y las tierras altas de Oaxaca. Habita pastizales y bosques de coníferas con vegetación arbustiva.

## Subespecies
Se reconocen las siguientes:
- O. s. palliatus: noroeste y el oeste de México.
- O. s. superciliosus: centro y sur de México.